# 'A Chiena

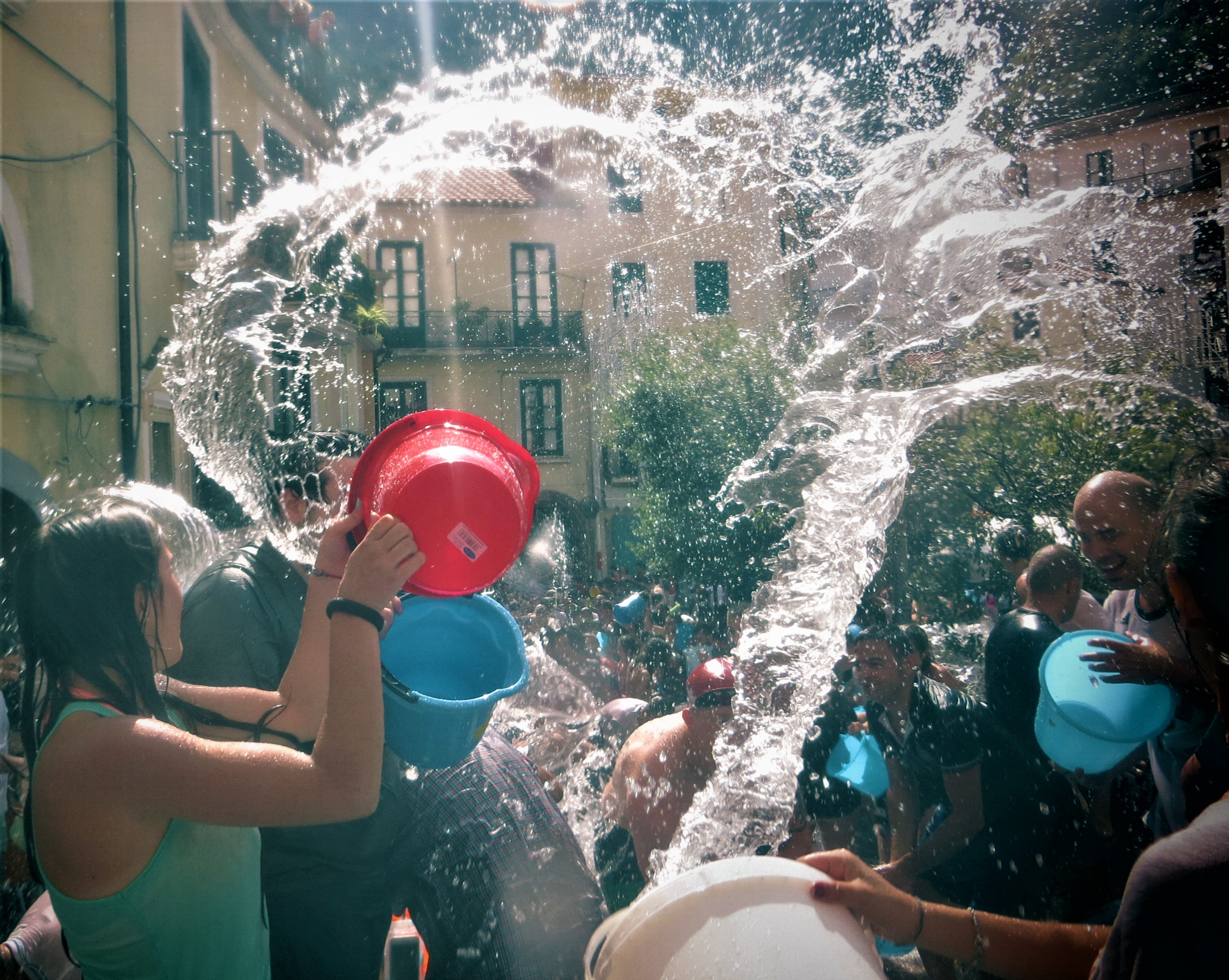
'A secchiata

'A Chiena (in italiano la piena) è la rimodulazione e trasformazione, in opera d'arte e spettacolo tanto da ricordare la Land art degli anni Settanta, con i suoi interventi sulla natura, di una tradizionale usanza di nettezza urbana di Campagna, in provincia di Salerno. In uso sin dagli inizi degli anni Settanta, la Chiena è divenuta, nel periodo fra il 1982 ed il 1985, anni dell'immediato dopo terremoto, un evento folkloristico unico al mondo e tra i più caratteristici del meridione, richiamando migliaia di turisti da tutta Italia.

## Storia

### Origine e trasformazione
'A Chiena nasce dalla parziale deviazione del fiume Tenza, un corso d'acqua che nasce dal Monte Polveracchio le cui acque, attraverso un secolare canale artificiale, vengono deviate in località Chiatrone ed immesse in piazza Melchiorre Guerriero, facendole scorrere lungo il corso principale della città e le vie adiacenti del centro storico durante il periodo estivo.

Nata nel Seicento come sistema per igienizzare il paese, probabilmente in seguito alla peste del 1656, le prime notizie documentate risalgono al 1889, quando venne risistemato l'antico canale artificiale e la pavimentazione del corso Umberto I, per facilitare il deflusso delle acque fluviali in modo da non allagare le abitazioni. Da allora, ogni anno i sindaci emanavano un'ordinanza per avvisare dell'allagamento, utilizzando finanche un banditore, che girava per tutti i quartieri della città, invitando la gente a non uscire di casa, per non bagnarsi.

### XX secolo

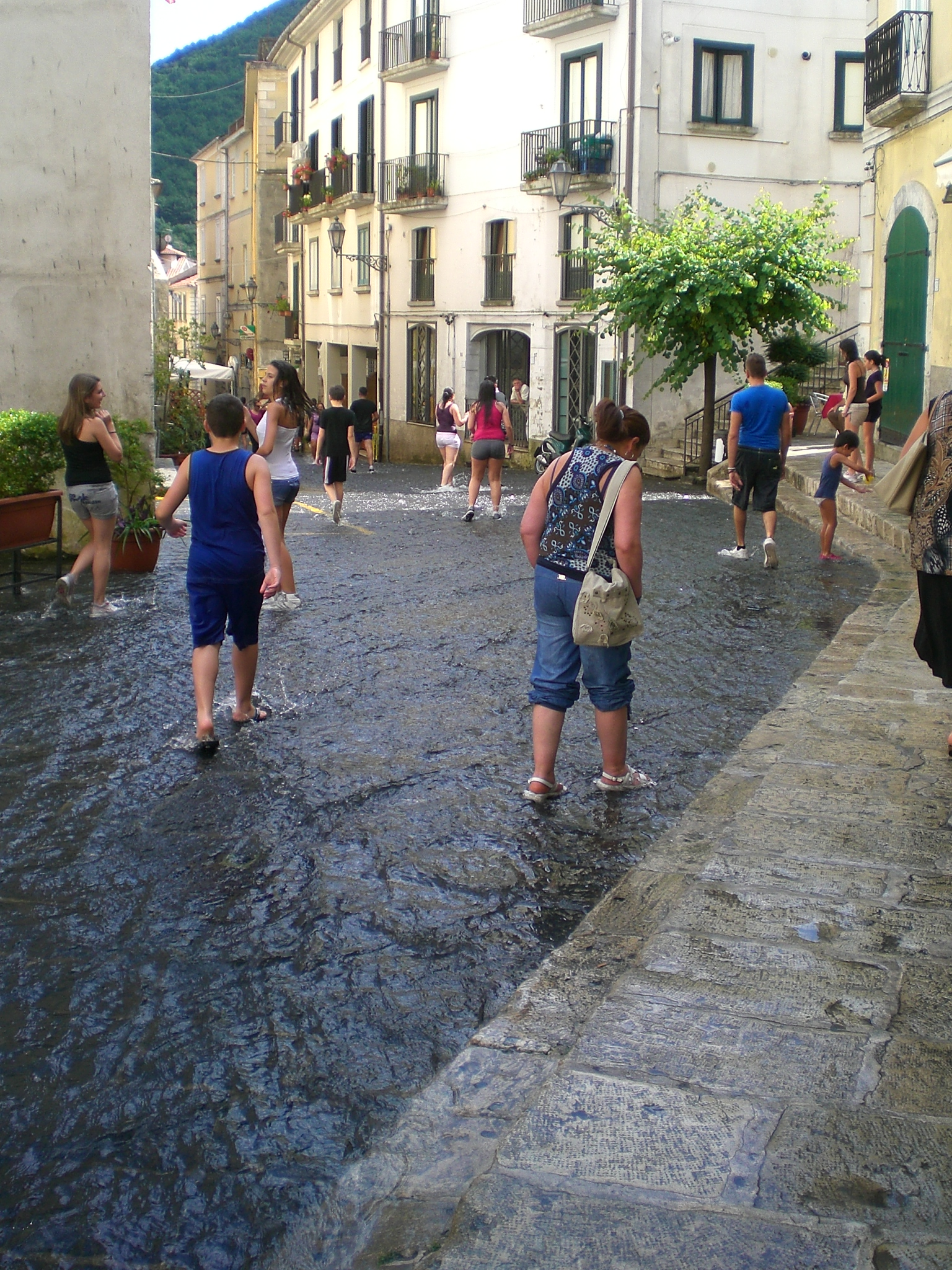
Passeggiata

Caduta in disuso lungo tutto l'arco degli anni Settanta, la Chiena, grazie a diversi intellettuali ed artisti del posto, tra cui lo scenografo Angelo Riviello incaricato della direzione artistica, fu riproposta nel 1982 come segno di rinascita in seguito al disastroso terremoto del 1980 che colpì duramente la città di Campagna.

Negli anni successivi si aggiunsero numerosi artisti provenienti da ogni parte d'Italia, tra cui Gelsomino D'Ambrosio, che la trasformarono in una kermesse artistico-culturale incentrata attorno al tema universale dell'acqua, della storia e della natura del luogo e alla Fontana della Chiena, dalla quale sgorga l'acqua del fiume e dove, durante i giorni dell'allagamento, vengono svolte rappresentazioni artistiche, teatrali, musicali e attività ludiche.

Dal 1994 l'evento è gestito dalla pro-loco, che ne cura l'aspetto esclusivamente ludico. L'evento prende vita durante i weekend da metà luglio a metà agosto, in cui i momenti topici sono:
- La Passeggiata[13]; la domenica mattina si passeggia con i piedi in acqua lungo il corso principale della città[14].
- 'A secchiata[13]; risale al 1985, con il Progetto Chiena scaturito nella prima edizione della Rassegna dell'Acqua - La Chiena, e si svolge con il coinvolgimento del pubblico, unitamente alle passeggiate e alle performance spettacolari degli artisti che hanno dato maggiore notorietà alla manifestazione. Si alterna alla passeggiata, ogni domenica pomeriggio, e consiste in una sorta di sfida a lanciarsi reciproche secchiate d'acqua per le strade.[14]
- La Chiena di Mezzanotte;[13][15] è l'ultima dell'anno e si svolge tra il 16 e il 17 agosto a mezzanotte in punto. Viene allagata la città mentre, nell'insolito scenario notturno, si svolgono spettacoli spontanei, musicali, teatrali e di danza.[14][16]

## Polemiche
Nel 2022, dopo lo stop dovuto all'emergenza Covid e in un periodo di siccità che ha colpito buona parte del Belpaese, in seguito alla prima Chiena dell'anno, è divampata una polemica tra il portavoce nazionale di Europa Verde Angelo Bonelli ed il sindaco di Campagna, in cui la manifestazione viene additata come un "vergognoso spreco d'acqua" e ne viene richiesta l'immediata sospensione al ministro della transizione ecologica Roberto Cingolani ed al Presidente della Regione Campania Vincenzo De Luca.